# Brachiacantha floridensis
Brachiacantha floridensis är en skalbaggsart som beskrevs av Willis Blatchley 1916. Brachiacantha floridensis ingår i släktet Brachiacantha och familjen nyckelpigor. Inga underarter finns listade i Catalogue of Life.